# محمدحسین لقمان ادهم

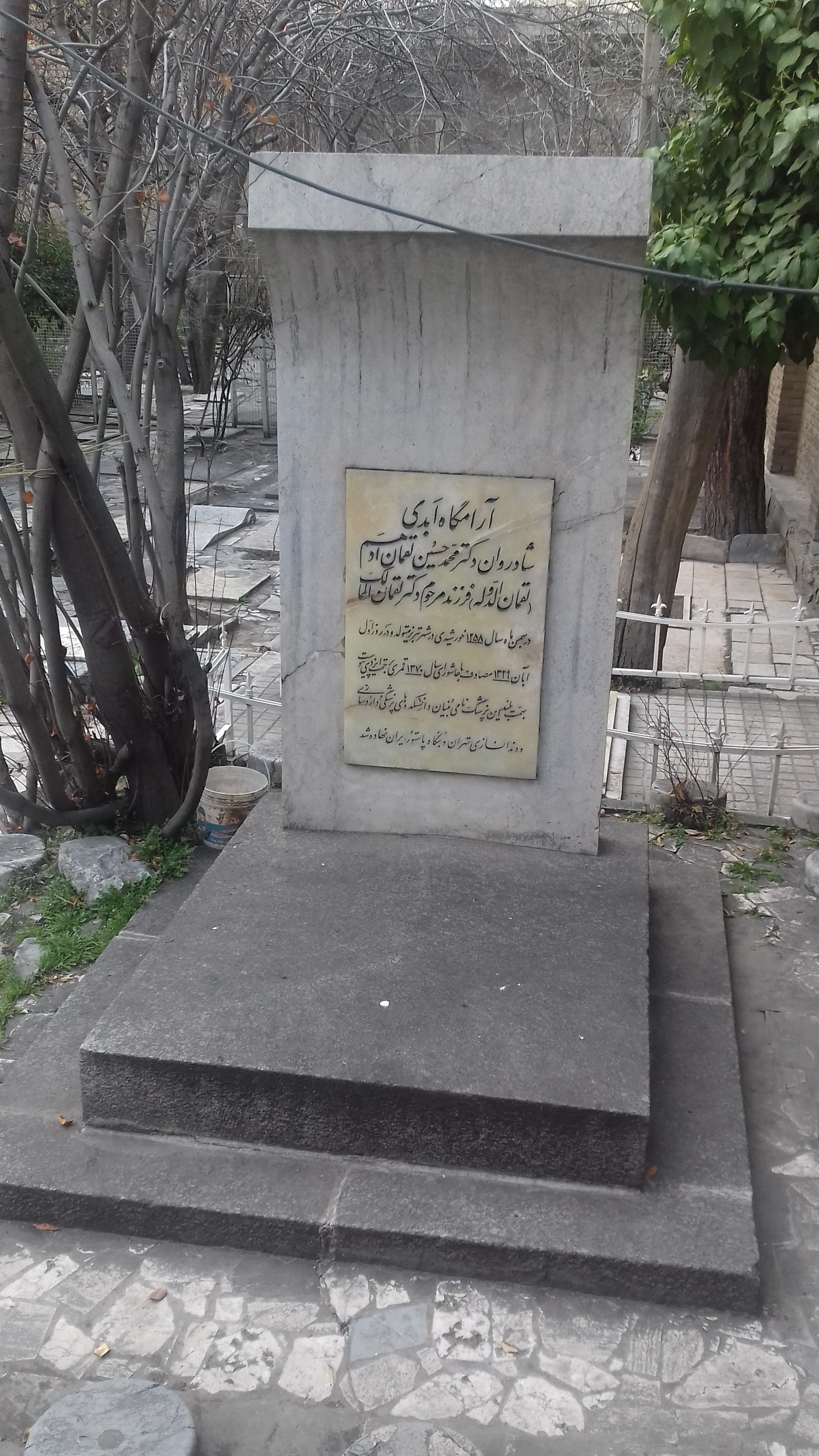
مزار محمد حسین لقمان ادهم در گورستان ظهیرالدوله دربند

محمدحسین لقمان‌ادهم (۱۲۵۸ تبریز - ۱ آبان ۱۳۲۹ تهران) ملقب به لقمان‌الدوله و معین‌الاطبا پزشک ایرانی و نخستین رئیس دانشکده پزشکی دانشگاه تهران بود.

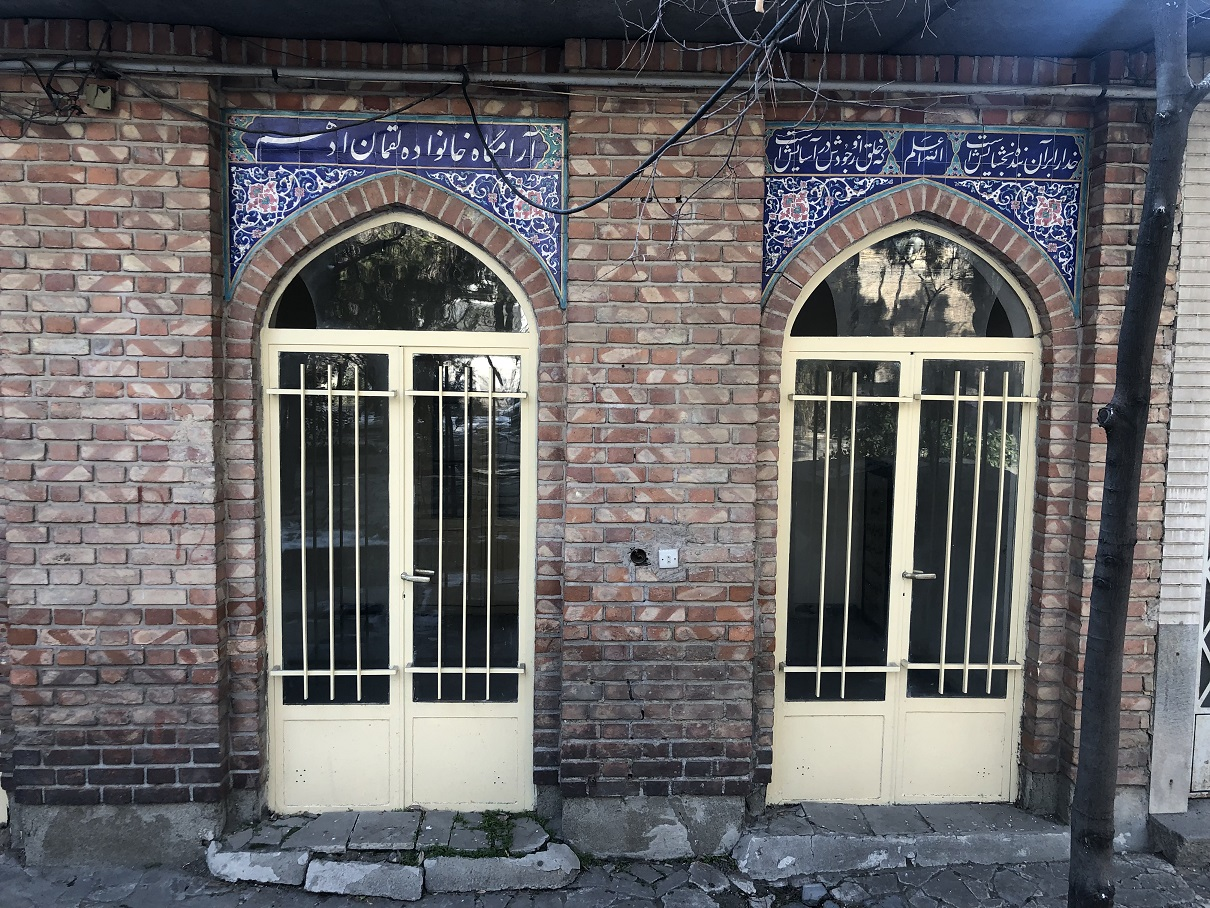
آرامگاه خانوادگی لقمان ادهم در قبرستان ظهیرالدوله، محل دفن محمد حسین لقمان ادهم

## زندگی شخصی
محمدحسین لقمان‌ادهم به سال ١٢۵٨ در تبریز بدنیا آمد. پدرش زین‌العابدین ادهم ملقب به لقمان‌الممالک پزشک دربار ناصرالدین‌شاه و مظفرالدین‌شاه و بنیانگذار دبستان لقمانیه، سومین دبستان در تبریز بود. او سه برادر با نام‌های محمدحسن،عباس و صالح داشت که همه دارای مناصب پزشکی و سیاسی بودند.
- ‌محمدحسن لقمان‌ادهم(۱۲۶۳–۱۳۳۶) : معروف به حکيم‌الدوله پزشک و دولتمرد دوران قاجار و پهلوی و نخستین وزیر صحیه (بهداری) ایران بود.[۳][۴]
- عباس ادهم(١٢۶۴-١٣۴٨) :معروف به اعلم‌المک پزشک و وزیر بهداری، سناتور مجلس سنا ، عضو هیئت مدیره جمعیت شیر و خورشید سرخ ایران بود. او در زمان ولیعهدی احمدشاه قاجار مدتی پزشک مخصوصش بود.
- صالح ادهم(۱۲۶٨-۱۳٣٠) ملقب به حشمت‌السلطنه حقوقدان و رئیس دفتر احمدشاه آخرین شاه قاجار بود.[۵]

## تحصیلات
محمدحسين تحصیلات مقدماتی و متوسطه را در تبریز در مدرسه لقمانیه انجام داده و چندی معلم جغرافیا و ناظم آن مدرسه بود. سپس نزد اساتید فن و پدر خود طب ایرانی را فرا گرفت و معین الاطبا لقب گرفت و شهرتش از شهر تبریز گذشت و محمدعلی شاه او را به دربارش فراخواند. وی که ملقب به معین الاطبا شده بود در جریان استبداد صغیر و به توپ بستن مجلس تعدادی از آزادی خواهان زندانی در باغ شاه را فراری داد و خودش نیز به فرانسه رفت. در سال ۱۹۰۸ در آنجا مدرک دکترای پزشکی گرفت و در بازگشت طبیب مخصوص احمد شاه شد و لقب لقمان‌الدوله را از او دریافت کرد.
در سال ۱۳۳۸ ه‍.ق به اتفاق دکتر حکیم‌الدوله (محمدحسن لقمان‌ادهم برادر کوچکترش و وزیر بهداری کابینه دکتر مصدق) جزو همراهان احمدشاه در سفر اروپا بود و در بازدید از انستیتو پاستور، احمدشاه را به تأسیس چنین بنگاهی در ایران تشویق کرد و برای این کار دکتر منارد فرانسوی را استخدام و به ایران آورد. در سال ۱۲۹۵ ریاست طب مدرسه دارالفنون را به عهده گرفت و پایه و اساس دانشکده پزشکی را پی ریزی نمود؛ کلاس طب را از دارالفنون مجزا و در سال ۱۲۹۷ تبدیل به مدرسه طب کرد. بعدها وقتی دانشگاه تهران تأسیس شد و شروع به کار کرد اولین رئیس دانشکده پزشکی آن شد.
در سال ۱۳۱۲ به سمت پزشک مخصوص رضاشاه منصوب شد. در سال ۱۳۱۷ از ریاست دانشکدهٔ پزشکی و خدمات رسمی دولتی به دلیل بیماری کناره گیری کرد. در سال ۱۳۲۸ به پاس خدمات ۵۰ ساله از طرف وزارت فرهنگ، دانشگاه تهران و فرهنگستان ایران جشنی در تالار فرهنگ برپا شد و در این جشن به او نشان همایونی و نشان دانش اعطا گردید. لقمان‌ادهم در ۱ آبان ۱۳۲۹ درگذشت. وزارت بهداری برای قدردانی از خدمات بهداشتی ادهم بیمارستان سیصد تخت خوابی خود را در ۱۵ دی ۱۳۳۰ طی مراسمی به نام وی نام‌گذاری کرد. دهخدا و بهار نیز در مدح او اشعاری سروده‌اند. در دروس تهران خیابانی به نام او نام‌گذاری شده بود که پس از انقلاب به خیابان باقری‌کماسایی تغییر نام داد.